# Arcyria
Arcyria ist eine Gattung von Schleimpilzen aus der Ordnung der Trichiida. Sie zählt mit einigen ihrer Arten zu den geographisch wie ökologisch verbreitetsten Gattungen überhaupt und umfasst über 25 Arten.

## Merkmale
Die meist gesellig auftretenden, gestielten bis ungestielten Fruchtkörper sind Sporangien (auch als Sporocysten bezeichnet) von meist eiförmig bis annähernd zylindrischer, selten kugel-, keulen- oder birnenförmiger Gestalt. Der Stiel ist gefüllt mit sporenähnlichen Zellen. Das Peridium ist häutig, meist durchscheinend, bei einigen Arten möglicherweise fehlend. Der Ansatz des Peridiums ist meist als scheiben- bis trichterförmiger Kelch deutlich abgegrenzt und greift nur bei einzelnen Arten gelegentlich als Lappen oder Fleck in das Capillitium hinein.
Das dicht netzartige Capillitium ist leicht bis stark nachgiebig, nach der Reife dehnt es sich enorm aus. Es ist entweder über die gesamte Fläche des Kelches mit diesem verwachsen und bleibt diesem so verhaftet oder ist nur in der Mitte des Kelches mit diesem verbunden und bricht dort. Das Capillitium ist vielfältig reliefiert, in Gestalt von Ringen, Halbringen, Querstreifen, Stacheln, Spiralbändern oder kamm- bzw. netzförmigen Strukturen.
Die Sporen sind als Sporenmasse stets gleichmäßig eingefärbt, im Durchlicht farblos oder nur blass gefärbt. Sie sind rund und messen 7 bis 10 Mikrometer im Durchmesser, ihre Oberfläche ist glatt, ungleichmäßig warzig oder fein stachelig, selten finden sich schwach ausgeprägte, netzartige Strukturen.

## Verbreitung
Die Gattung Arcyria ist weltweit verbreitet und gilt als eine der weltweit häufigsten Schleimpilz-Gattungen, einige Arcyria-Arten (Arcyria cinerea, Arcyria denudata, Arcyria incarnata, Arcyria nutans) zählen auch von der Bandbreite ihrer Habitate zu den am weitesten verbreiteten Schleimpilz-Arten überhaupt.

## Systematik und Forschungsgeschichte

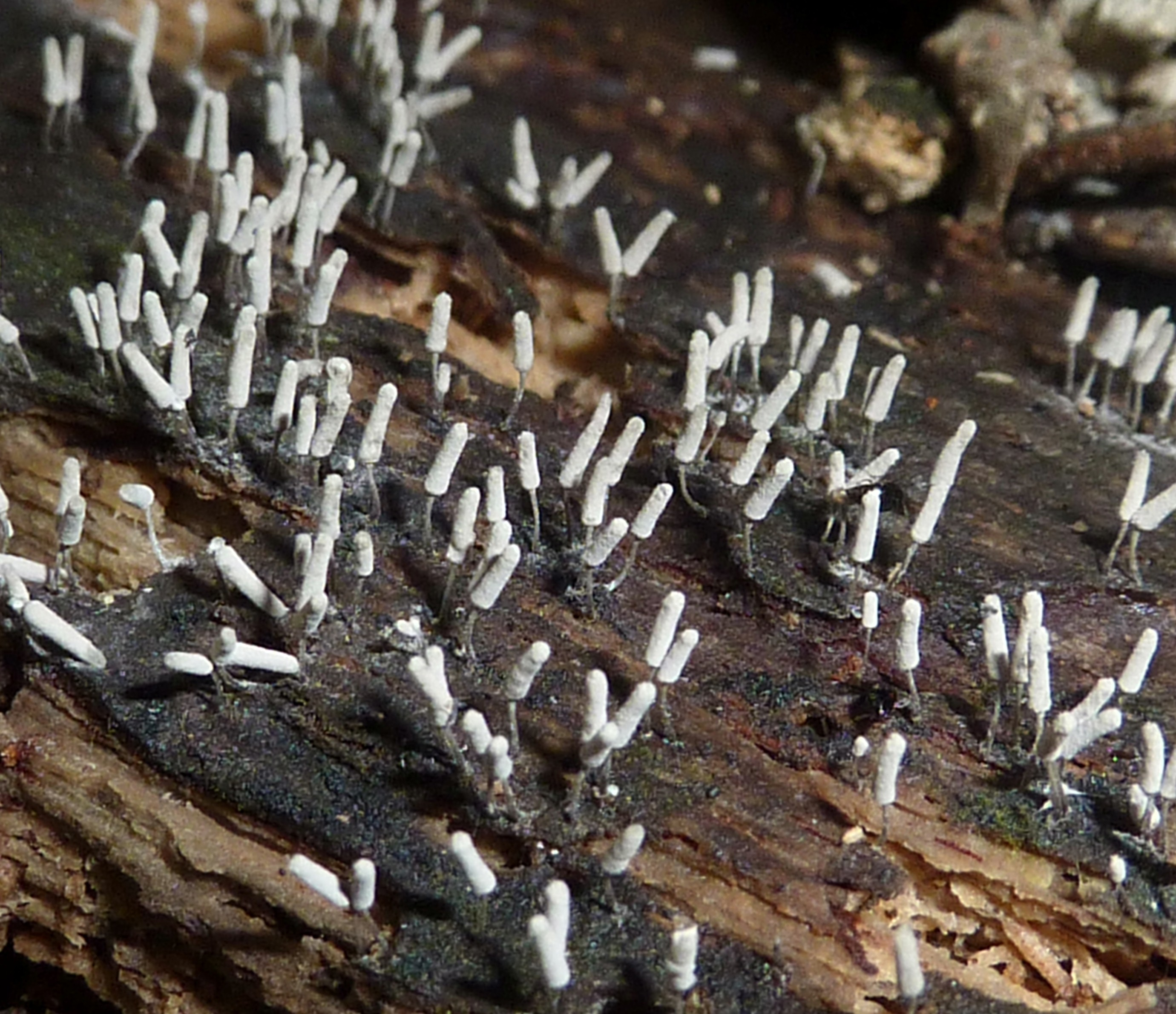
Arcyria cinerea

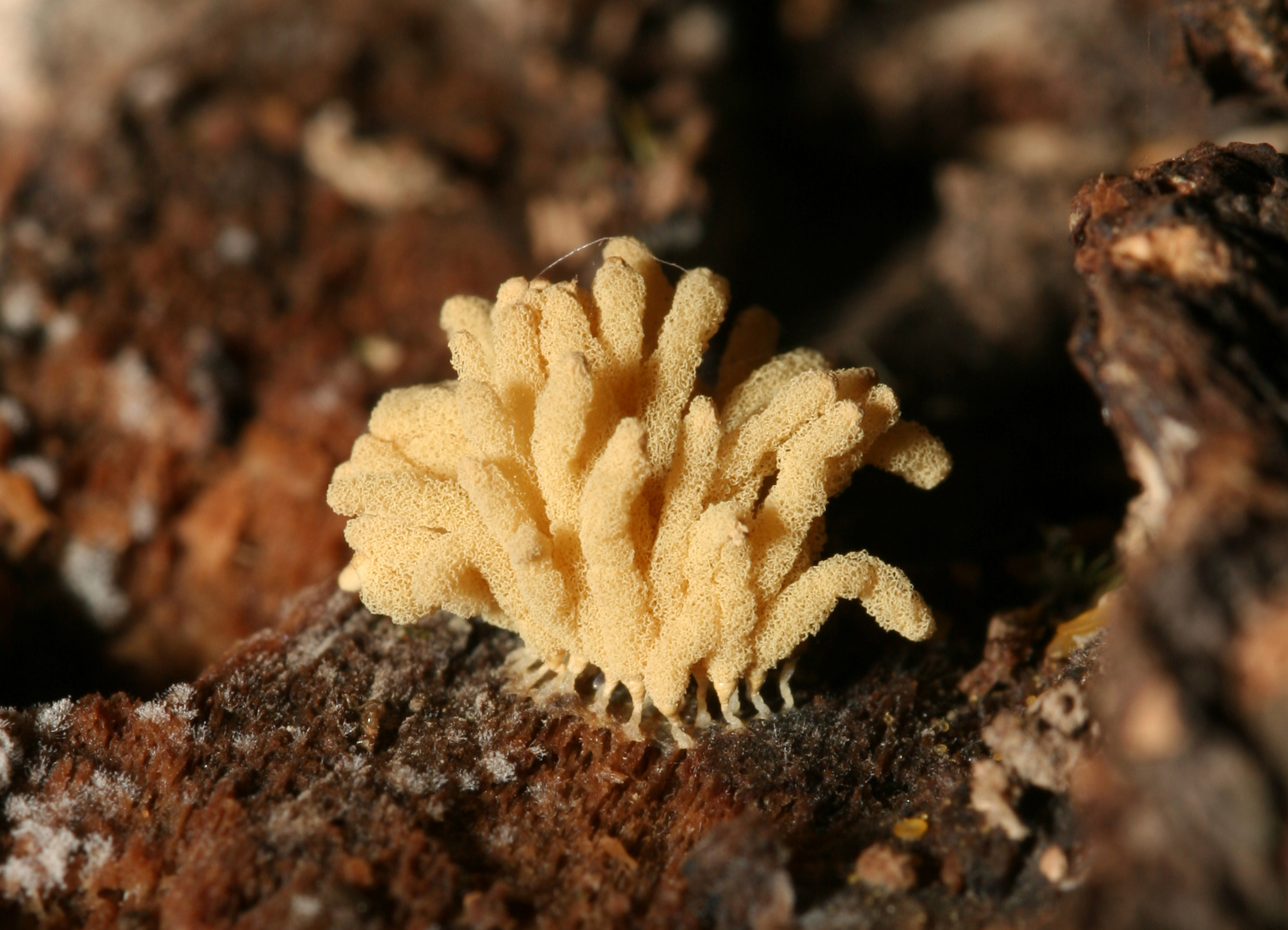
Arcyria obvelata

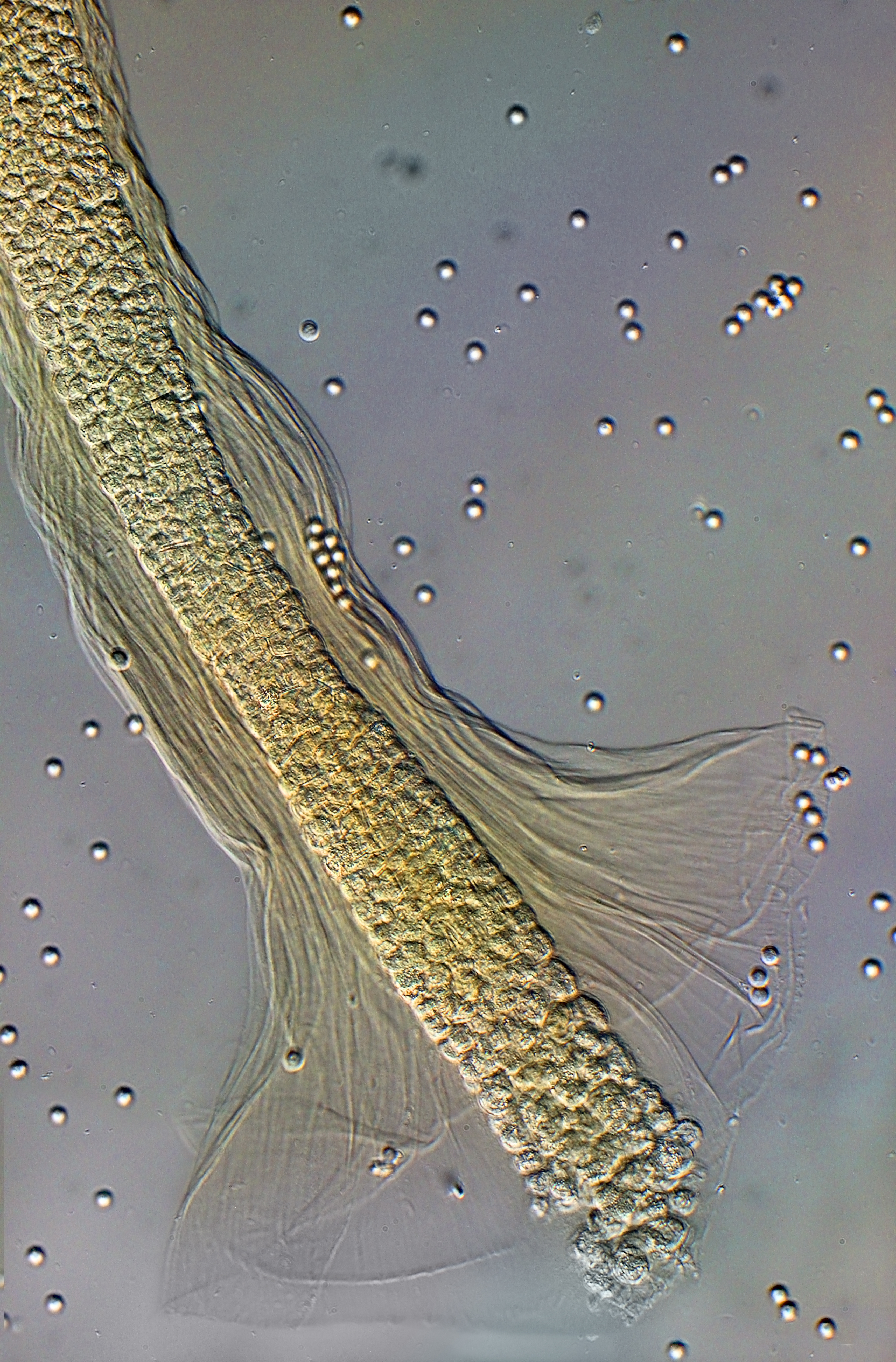
Arcyria marginata

Die Gattung wurde 1780 von Friedrich Heinrich Wiggers erstbeschrieben, Typusart ist die von Carl von Linné 1753 noch als Clathrus denudatus beschriebene Arcyria denudata. Die von Joszef Tomasz Rostafinski 1875 eingeführte Unterteilung in die beiden Untergattungen Clathroides und Arcyrella wird von modernen Bearbeitern nicht mehr anerkannt. Die Gattung umfasst über fünfundzwanzig Arten, darunter:
- Arcyria abietina
- Arcyria affinis
- Arcyria cinerea
- Arcyria corymbosa
- Arcyria denudata
- Arcyria fasciculata
- Arcyria ferruginea
- Arcyria globosa
- Arcyria helvetica
- Arcyria incarnata
- Arcyria insignis
- Arcyria leiocarpa
- Arcyria magna
- Arcyria major
- Arcyria minuta
- Arcyria nepalensis[1]
- Arcyria obvelata
- Arcyria oerstedtii
- Arcyria oerstedtioides
- Arcyria pomiformis
- Arcyria stipata
- Arcyria versicolor

## Nachweise
Fußnoten direkt hinter einer Aussage belegen die einzelne Aussage, Fußnoten direkt hinter einem Satzzeichen den gesamten vorangehenden Satz. Fußnoten hinter einer Leerstelle beziehen sich auf den kompletten vorangegangenen Absatz.
1. 1 2 3 4 5 6  E. Robbrecht: The Genus Arcyria Wiggers (Myxomycetes) in Belgium In: Bulletin du Jardin botanique national de Belgique / Bulletin van de National Plantentuin van België, Bd. 44, Heft 3/4, 1974, S. 303–353
2. 1 2 3 4 5  Marie L. Farr: Myxomycetes. In: Flora Neotropica. Band 16. The New York Botanical Garden, New York 1976, ISBN 0-89327-009-1, S. 67–68.
3. 1 2  Michael J. Dykstra, Harold W. Keller: Mycetozoa In: John J. Lee, G. F. Leedale, P. Bradbury (Hrsg.): An Illustrated Guide to the Protozoa. Band 2. Allen, Lawrence 2000, ISBN 1-891276-23-9, S. 968 (englisch).
4. ↑  Hermann Neubert, Wolfgang Nowotny, Karlheinz Baumann: Die Myxomyceten Deutschlands und des angrenzenden Alpenraumes unter besonderer Berücksichtigung Österreichs. Band 1. Karlheinz Baumann Verlag, Gomaringen 1993, ISBN 3-929822-00-8, S. 166.